# Javier Frana
Javier Frana (Rafaela, 25 de dezembro de 1966) é um ex-tenista profissional argentino.

## Grand Slam finais

### Duplas Mistas 1 (1 título)
| Posição | N. | Data         | Torneio                         | Piso   | Parceira          | Oponentes                 | Placar   |
| Campeão | 1. | 9 Junho 1996 | Aberto da França, Paris, França | Saibro | Patricia Tarabini | Luke Jensen Nicole Arendt | 6–2, 6–2 |